# Акши (Кызылтауский сельский округ)
Акши (каз. Ақши) — село в Баянаульском районе Павлодарской области Казахстана. Входит в состав Кызылтауского сельского округа. Код КАТО — 553649280.

## Население
В 1999 году население села составляло 187 человек (97 мужчин и 90 женщин). По данным переписи 2009 года, в селе проживало 180 человек (93 мужчины и 87 женщин).